# الجيش البريطاني
الجيش البريطاني هو جيش الحرب البرية من القوات المسلحة البريطانية في المملكة المتحدة، حيث جاء إلى حيز الوجود مع توحيد مملكة إنجلترا وإسكتلندا في مملكة بريطانيا العظمى في عام 1707. وقد قام الجيش البريطاني الجديد بدمج الأفواج التي كانت موجودة بالفعل في إنجلترا وإسكتلندا وأدير من قبل مكتب الحرب في لندن الذي تشرف عليه وزارة الدفاع منذ عام 1964. أما الرئيس المهني في الجيش البريطاني فهو رئيس الأركان العامة، وهو حاليًا الجنرال السير بيتر وول.
اعتباراً من منتصف عام 2011، كان الجيش النظامي البريطاني يوظف 110210 (والذي يتضمن 3860 لواء فقدت العقد) و33100 مرابطين لقوة مشتركة من 143310 عنصر من الجنود. بالإضافة هناك 121800 من الاحتياطيات النظامية التابعة للجيش البريطاني.
ينتشر الجيش البريطاني في العديد من مناطق الحروب في العالم كجزء من كل من قوات مشاة وفي الأمم المتحدة قوات حفظ السلام . ينتشر الجيش البريطاني حاليا في كل من كوسوفو، قبرص، ألمانيا، أفغانستان وأماكن أخرى كثيرة.
يؤدي جميع أعضاء الجيش قسم الولاء (أو التأكيد) للملك بوصفه القائد الأعلى. غير أن تشريع الحقوق لعام 1689 تتطلب موافقة برلمانية سنوية لولي العهد ضمانا لاستمرارية الجيش و حفاظا على مكانته في وقت السلم.
على النقيض من القوات البحرية الملكية، مشاة البحرية الملكية وسلاح الجو الملكي، فإن الجيش البريطاني لا يتضمن مصطلح "رويال" في عنوانه. وقد تم منح العديد من أفواج الجيش والمشاة التأسيسية في «رويال» البادئة. ويشغل أعضاء العائلة المالكة المناصب العليا في بعض الأفواج.
رئيس الهيئة المهنية في الجيش البريطاني هو رئيس هيئة الأركان العامة، حاليا يشغل هذا المنصب الجنرال السير بيتر وول KCB البنك المركزي ADC الجنرال

## التاريخ

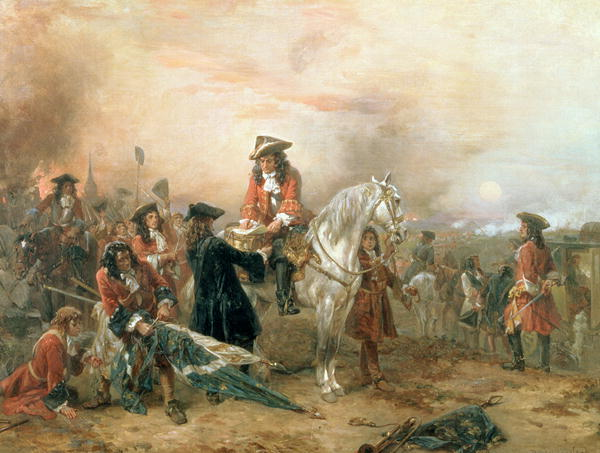
في دوق مارلبورو كان واحدا من الجنرالات الأولى في الجيش البريطاني، ومحاربة الحملات في الحرب لخلافة الأسباني.

وجاء في الجيش البريطاني إلى حيز الوجود مع اندماج الجيش الإسكتلندي والجيش الإنجليزية، وبعد توحيد المملكة من إنكلترا واسكتلندا والمملكة، حيث أن المملكة المتحدة لبريطانيا العظمى في سنة 1707م. الجيش البريطاني الجديد دمج القائمة أفواج الإنكليزية والاسكتلندية، وكانت تسيطر عليها من لندن. [3]
ومن وقت انتهاء حرب السنوات السبع في عام 1763، أصبحت بريطانيا العظمى وخليفتها في المملكة المتحدة واحدة من القوى العسكرية والاقتصادية الرائدة في العالم. [4]

### الإمبراطورية البريطانية في وقت مبكر
توسع الإمبراطورية البريطانية في هذا الوقت لتشمل المستعمرات والمحميات في جميع أنحاء الأمريكتان ،وأفريقيا ، وآسيا ،وأستراليا. على الرغم من أن يعتبر على نطاق واسع في البحرية الملكية بأنها كانت حيوية لصعود الإمبراطورية البريطانية، والهيمنة البريطانية في العالم، فإن الجيش البريطاني لعبت دورا هاما في استعمار الهند ومناطق أخرى. [5] ومن بين المهام النموذجية للـgarrisoning المستعمرات، الاستيلاء على الأراضي من الناحية الإستراتيجية الهامة، والمشاركة في اتخاذ إجراءات لتهدئة الحدود الاستعمارية، وتقديم الدعم للحكومات المتحالفة مع قمع خصومه في بريطانيا، وحماية ضد قوى أجنبية معادية والمواطنين.

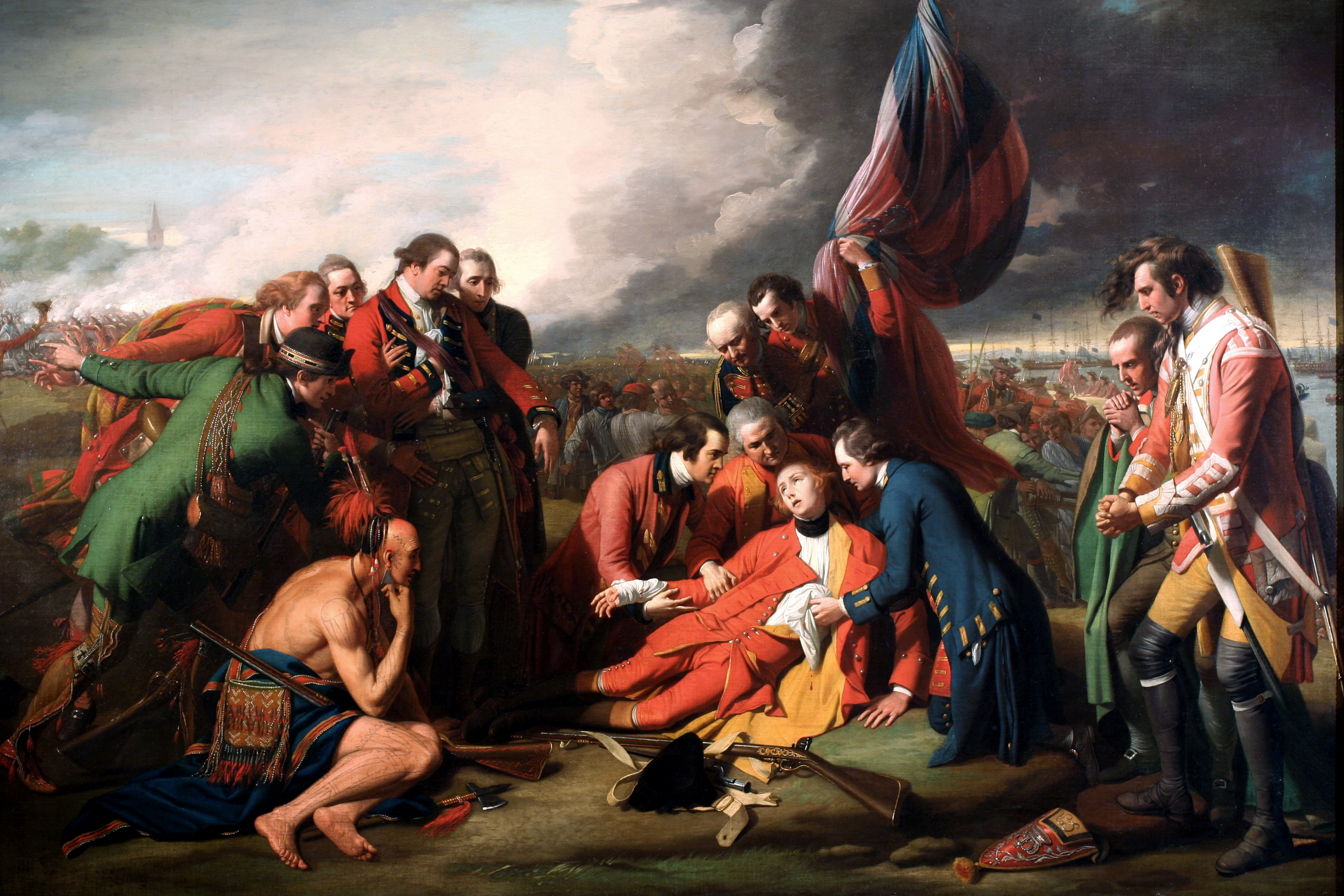
وفاة عامة وولف خلال معركة من سهول ابراهام، وحملات الحرب الفرنسية والهندية أسفرت عن السيطرة البريطانية في كندا الحديثة.

كما ساعدت القوات البريطانية القبض على المناطق ذات الأهمية الاستراتيجية، والسماح لتوسيع إمبراطوريتهم في جميع أنحاء العالم. حيث ان الجيش كان يشارك في حروب عديدة تهدف إلى تهدئة الوضع على الحدود، أو لدعم متابعة الحكومات الصديقة، والحفاظ بالتالي تنافسهم بعيدا عن حدود الإمبراطورية البريطانية. من بين هذه الإجراءات كانت حرب السنوات السبع، [6] الحرب الثورية الأميركية، [7] الحروب النابليونية، [8] حروب الأفيون الأولى والثانية، [9] ثورة البوكسر في الصين ، [10] في نيوزيلندا الأراضي الحروب، [11] تمرد الجندي الهندي من 1857، [12] حروب البوير الأولى والثانية، [13] [فنين] غارات، [14] حرب الاستقلال الإيرلندية، [9] عن التدخلات المسلسل في أفغانستان (والتي كانت تهدف إلى الحفاظ على دولة عازلة الودية بين الهند البريطانية والإمبراطورية الروسية)، [15] وحرب القرم (للحفاظ على الإمبراطورية الروسية على مسافة آمنة من خلال المساعدات القادمة إلى تركيا) [16]
ومثل سابقتها، والجيش الإنكليزي، خاض الجيش البريطاني مع إسبانيا وفرنسا وهولندا منافسة من أجل التفوق في أمريكا الشمالية وجزر الهند الغربية. بمساعدة محلية وإقليمية، غزا الجيش فرنسا الجديدة في حرب السنوات السبع [6]، وقمع لاحقا انتفاضة الأصلية الأمريكية في حرب بونتياك (17) و عانى الجيش البريطاني من الهزيمة في حرب الاستقلال الأمريكية، وفقدان المستعمرات الثلاثة عشر . [18]

#### بعد الإمبراطورية البريطانية في وقت مبكر

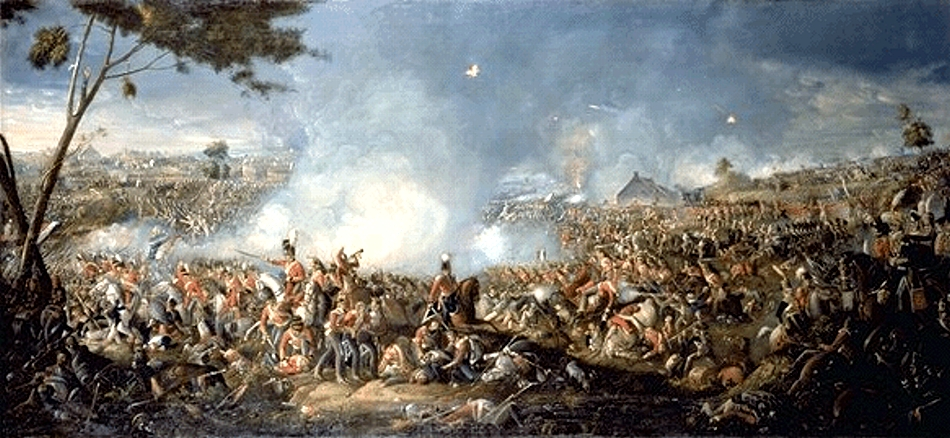
دوق ولينغتون ينتصر على نابليون بونابرت في معركة واترلو

كان الجيش البريطاني مشاركا بدرجة كبيرة في الحروب النابليونية حيث انه قد خدم في عدة حملات في مختلف أنحاء أوروبا (بما في ذلك نشر قواته المستمر في حرب شبه الجزيرة الأيبيرية)، و. الكاريبي وشمال أفريقيا وأمريكا الشمالية في وقت لاحق امتدت الحرب بين بريطانيا والإمبراطورية الفرنسية الأولى،(التي أسسها نابليون بونابرت) في جميع أنحاء العالم، وبلغ ذروة الجيش النظامي البريطاني في 1813 أكثر من 250000 رجل. حيث ان الجيش البريطاني بقيادة آرثر ويلزلي (دوق ولينغتون) هزم حملة نابليون في معركة واترلو في 1815. [19]
وكان الإنكليز قد المعنية، سواء سياسيا وعسكريا، في أيرلندا منذ يولى بربوبية أيرلندا البابا في 1171. الإنجليزية الجمهوري الدكتاتور، وقد تميزت الحملة أوليفر كرومويل عن طريق العلاج الذي لا يلين من المدن الأيرلندية (أبرزها دروغيدا) التي دعمت الملكيين خلال الحرب الأهلية الإنجليزية. وبقي الجيش الإنكليزية (وبعد ذلك في الجيش البريطاني) في أيرلندا في المقام الأول لقمع الثورات العديدة الأيرلندي والحملات من أجل الاستقلال. كان لها أن تواجه احتمال تقاتل الانجلو الأيرلندي والستر في أيرلندا الشعوب الاسكتلنديين الذين جنبا إلى جنب مع غيرها من المجموعات الخاصة بهم الأيرلندي قد أثار جيشهم التطوعية الخاصة وهدد لمضاهاة المستوطنين الأميركيين إذا لم تلب شروطها. وجد الجيش البريطاني نفسه قتال المتمردين الأيرلندية، سواء الكاثوليكية والبروتستانتية، في المقام الأول في الستر وينستر (وولف في لهجة الأيرلنديون المتحدة) في تمرد عام 1798. [20]

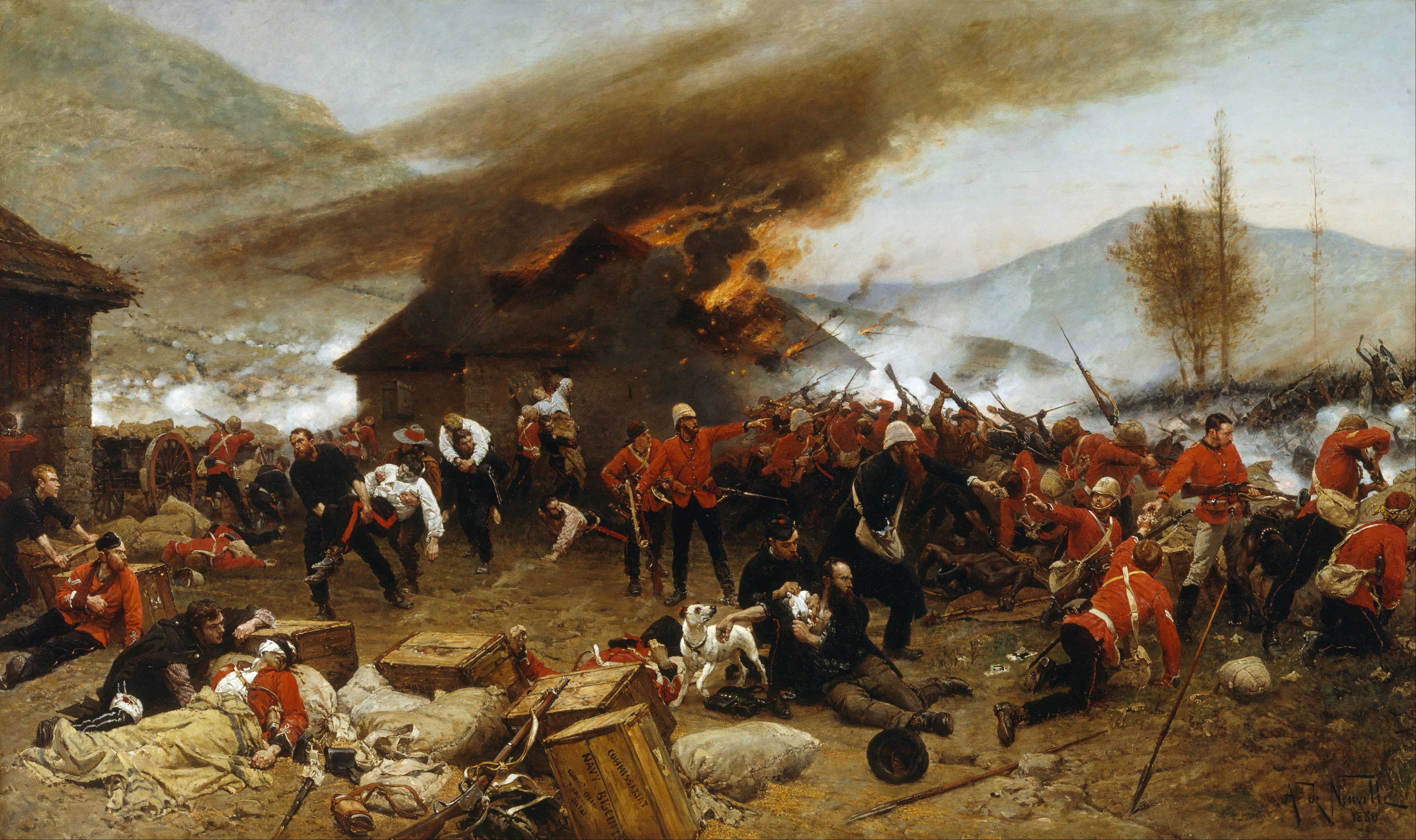
معركة روركس دريفت عام 1879 قوة بريطانية صغيرة تصدت لهجوم ساحق من قبل قوات الزولو، وتم منح أحد عشر صليب فيكتوريا(Victoria Cross) للدفاع عن الوفاق.

### الحربين العالميتين

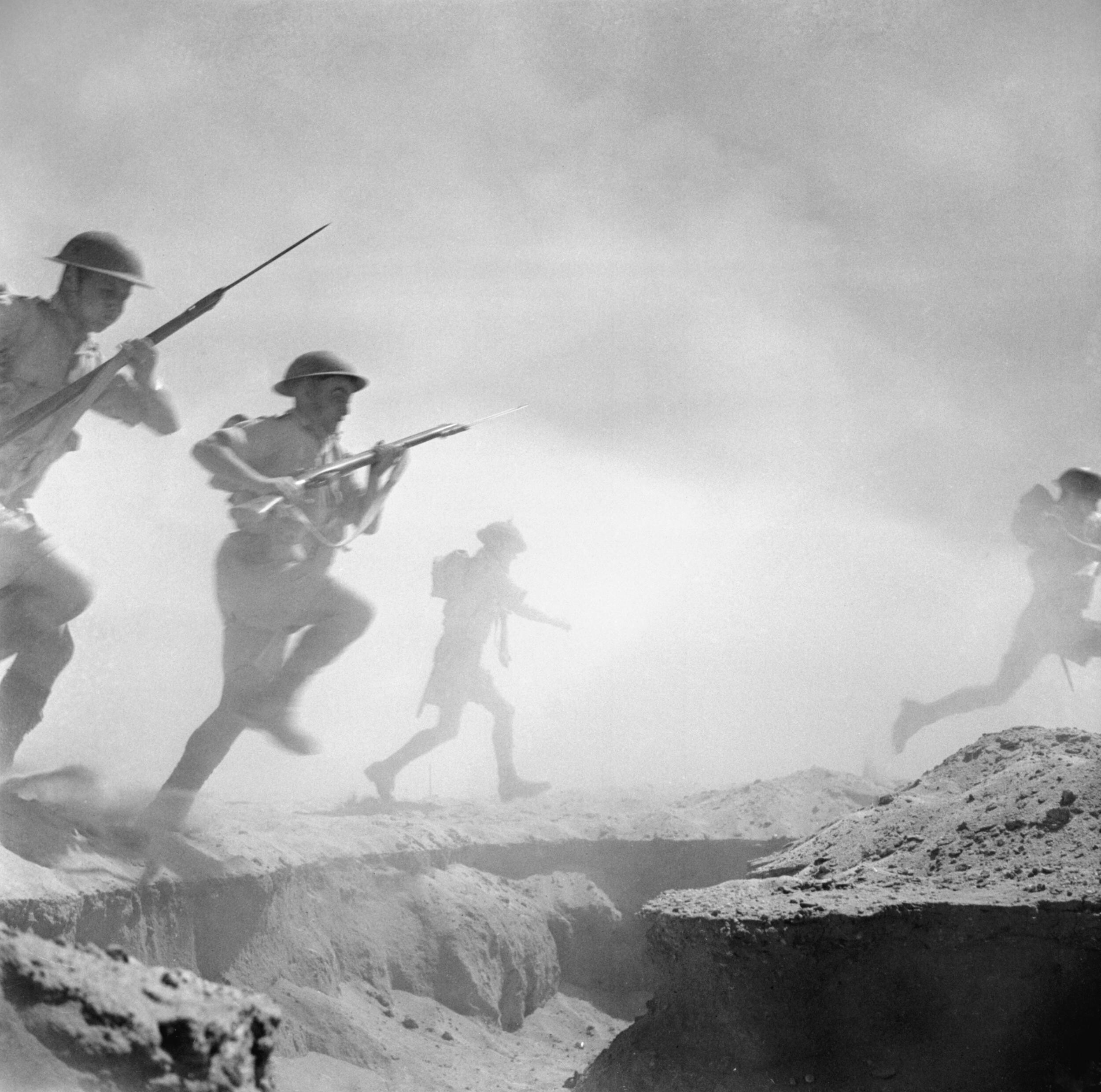
في معركة العلمين الثانية عكس الطموحات الألمانية في شمال أفريقيا، وغالبا ما يشار إليه باعتباره واحدا من نقاط التحول في الحرب العالمية الثانية.

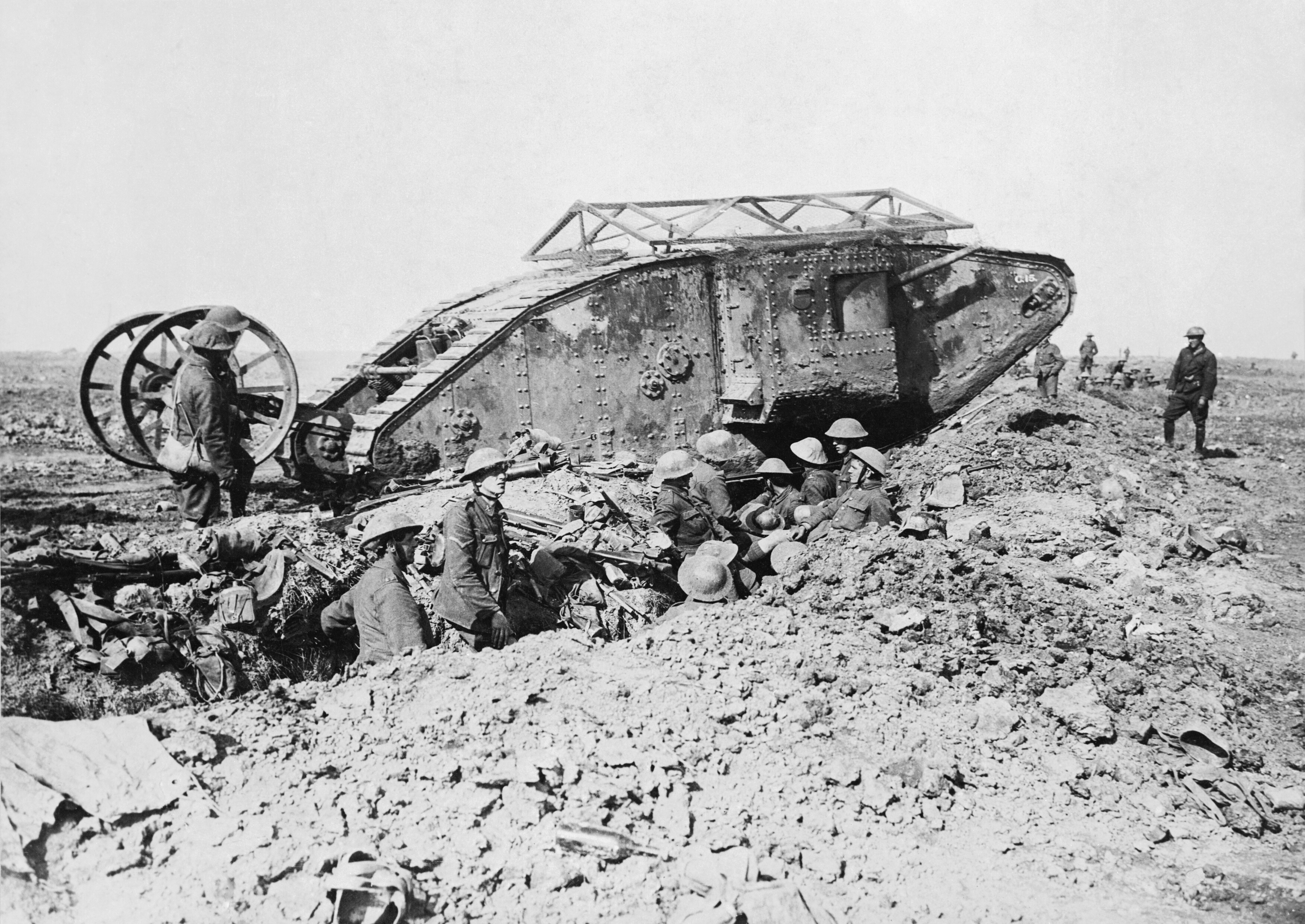
دبابة بريطانية من طراز مارك 1 من طراز سوم 25 سبتمبر 1916.

وقد تم تحدي هيمنة بريطانيا العظمى في العالم من قبل قوى أخرى عديدة، ولا سيما ألمانيا. كانت متحالفة مع فرنسا والمملكة المتحدة (من جانب الودى)، وروسيا، وعندما اندلعت الحرب العالمية الأولى في عام 1914، فقام الجيش البريطاني بارسال فرقة مشاة بريطانية إلى فرنسا وبلجيكا لمنع ألمانيا من احتلال هذه البلدان. [27] وكانت الحرب هي الأكثر تدميرا في تاريخ الجيش البريطاني، مع ما يقارب الـ800٬000 من الرجال الذين قتلوا وأصيب أكثر من مليوني نسمة. في الجزء الأول من الحرب، دمرت تقريبا قوة محترفة من قوات الـBEF (قوات المشاه البريطانية) ، وشملت المعارك الرئيسية في معركة السوم. [28] [29] التقدم في التكنولوجيا وشهدت ظهور الدبابات، مع إنشاء فوج الدبابات الملكي، والتقدم في تصميم الطائرات، ومع إنشاء سلاح الجو الملكي، والذي كان حاسما في المعارك المستقبليه . [30] وأضافة حرب الخنادق الذي يسيطر على أستراتيجية الجبهة الغربية، واستخدام الغازات الكيماوية والسامة. [31]
اندلعت الحرب العالمية الثانية في عام 1939 مع الغزو الألماني لبولندا. [32] والتأكيدات البريطانية البولندية بقيادة الإمبراطورية البريطانية إلى إعلان الحرب على ألمانيا. ومرة أخرى أرسلت بريطانيا فرقة مشاة إلى فرنسا، [32] اجتاحت فقط المناطق التي سيتم اجلاؤها على عجل وعبرة فرنسا في 1940. [33] [33] فقط إجلاء دونكيرك حفظ قوة المشاة بالكامل من الاستيلاء عليها. في وقت لاحق، ومع ذلك، فإن البريطانيين قد حققوا نجاحا باهرا بهزيمة الإيطاليين والألمان في معركة العلمين في شمال أفريقيا، [34]، واحباط الغزو في مد يوم نورماندي بمساعدة من الولايات المتحدة وكندا وأستراليا ونيوزيلندا كقوات جديدة [36] [35] ما يقرب من نصف جنود الحلفاء على مد اليوم والبريطانية، وفي الشرق الأقصى، واشتبكوا مع الجيش البريطاني في بورما اليابانية. [37] وشهد الجيش البريطاني في الحرب العالمية الثانية تطوير الخدمات الجوية الخاصة ووحدات المغاوير وفوج المظليين. [38]

### عصر ما بعد الاستعمار (1945-2000)

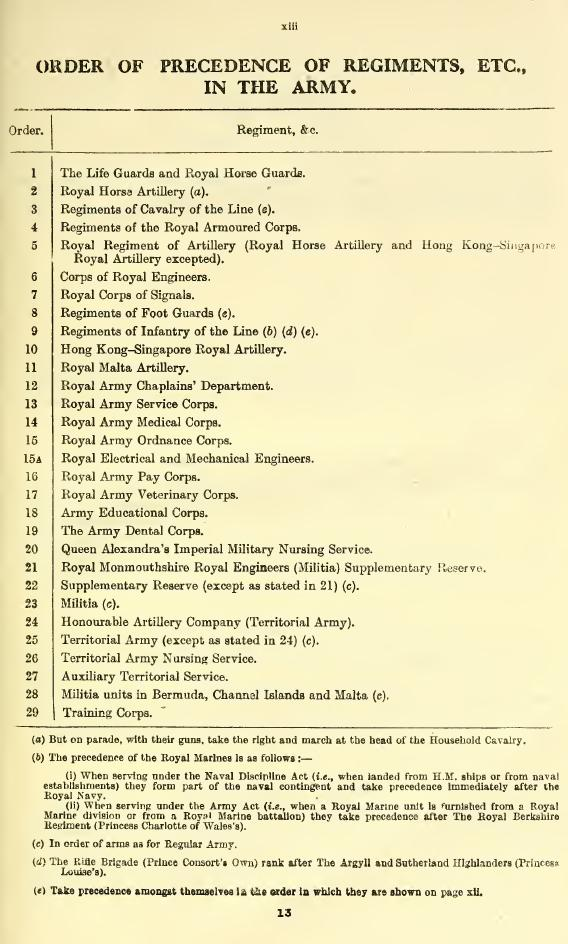
وسام الأسبقية من الجيش البريطاني 1945

بعد انتهاء الحرب العالمية الثانية جرى تخفيض كبير في حجم الجيش البريطاني، على الرغم من استمرار الخدمة الوطنية حتى 1960. وشهدت تلك الفترة أيضا عملية إنهاء الاستعمار بدأت مع تقسيم واستقلال الهند وباكستان، وما تلاه من استقلال المستعمرات البريطانية في إفريقيا وآسيا.
على الرغم من أن الجيش البريطاني كان مشاركًا رئيسيًا في الحرب الكورية في أوائل الخمسينيات وازمة السويس (العدوان الثلاثي) في 1956، وتقلص في تلك الفترة الدور البريطاني في الأحداث العالمية وتقلص معه حجم الجيش. بقي جيش الراين البريطاني المكون من الفيلق الأول (BR) في ألمانيا كحصن ضد الغزو السوفيتي. شهدت الحرب الباردة تقدمًا تكنولوجيًا كبيرًا في الحرب، فشهد الجيش معه إدخال أنظمة سلاح جديدة. وعلى الرغم من تراجع قوة الإمبراطورية البريطانية إلا أن جيوشه لاتزال منتشرة في جميع أنحاء العالم، كان الجيش مساهمًا في نزاعات عدن، وإندونيسيا وقبرص وكينيا وملايا. وفي 1982 ساعد الجيش البريطاني وسلاح مشاة البحرية الملكية في تحرير جزر فوكلاند أثناء الصراع مع الأرجنتين بعد غزو ذلك البلد للأراضي البريطانية.
في العقود الثلاثة التالية لعام 1969، تم نشر الجيش بكثافة في أيرلندا الشمالية، لدعم شرطة ألستر الملكية (في وقت لاحق جهاز الشرطة في أيرلندا الشمالية) في صراعها مع الجماعات الجمهورية شبه العسكرية وسميت بعملية بانر. [47] والمعينين محليا تم تشكيل فوج الدفاع أولستر، وأصبح في وقت لاحق الفوج الملكي الأيرلندي في عام 1992. وقتل أكثر من 700 جنديا خلال الاضطرابات. بعد وقف إطلاق نار الجيش الجمهوري الأيرلندي بين عامي 1994 و1996 ومنذ عام 1997 نزع السلاح كجزء من عملية السلام، وخفضت بريطانيا وجودها العسكري من 30000 إلى 5000 جندي. [48] وفي 25 يونيو 2007، شغر الأميرة الكتيبة الثانية من فوج الملكي يلز مجمع الجيش في مطحنة Bessbrook في ارماغ. هذا هو جزء من برنامج «التطبيع» في أيرلندا الشمالية ردا على إعلان الجيش الجمهوري الأيرلندي بإنهاء أنشطته. [49]

## الصراعات الأخيرة والحالية

### حرب الخليج
ومع انتهاء الحرب الباردة شهدت خفضا كبيرا في القوى العاملة، وعلى النحو المبين في الخيارات المتاحة لاستعراض تغيير. [50] على الرغم من هذا، وقد تم نشر الجيش البريطاني في دور عالمي متزايد، وساهم 50000 جندي في قوة التحالف التي حاربت العراق في حرب الخليج. [51] وضعت القوات البريطانية في السيطرة على الكويت بعد تحريرها. وقد لاقى47 عسكريا بريطانيا مصرعهم خلال حرب الخليج. [52]

### صراعات البلقان
تم نشر الجيش البريطاني في يوغوسلافيا في عام 1992؛ في البداية كانت هذه القوة تشكل جزءا من قوة الحماية التابعة للأمم المتحدة.[53] وفي عام 1995 تم تحويل الأمر إلى قوة التنفيذ ومن ثم إلى القوة [54] وفي الوقت الحالي تقوم القوات تحت قيادة قوة الاتحاد الأوروبي. أرسلت أكثر من 10,000 جندي. في عام 1999 وأرسلت القوات البريطانية تحت قيادة قوة تثبيت الاستقرار في كوسوفو خلال النزاع هناك. ونقل بعد ذلك الأمر لكفور [55] بين أوائل عام 1993 ويونيو 2010، قتل 72 من أفراد الجيش البريطاني في عمليات في بلدان اليوغسلافي السابق في البوسنة وكوسوفو ومقدونيا. [56]

### أفغانستان

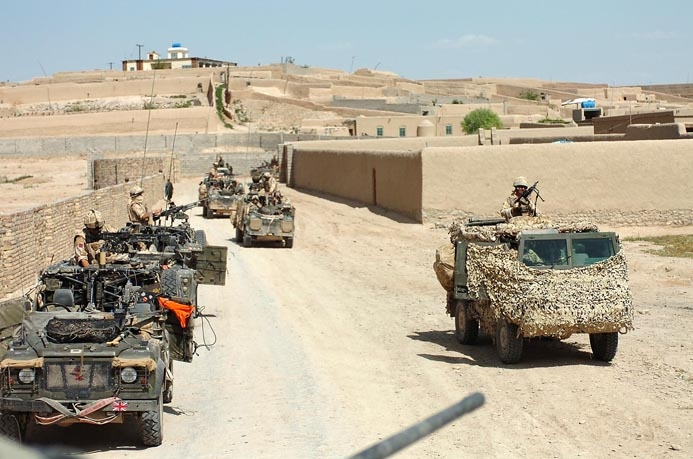
جنود بريطانيين في أفغانستان.

في عام 2001 كانت المملكة المتحدة، جزء من عملية الحرية الدائمة مع الولايات المتحدة، وقد في غزو أفغانستان للإطاحة بنظام طالبان. [57] ونشرت الشعبة 3 في كابول، للمساعدة في تحرير العاصمة المضطربة.وتم نشر لواء مشاة البحرية الملكية "الكوماندوس 3 (جزء من البحرية الملكية ولكن بينهم عدد من وحدات الجيش)، اكتسح أيضا في الجبال. [58] وقد نشر الجيش البريطاني من أجل التركيز على محاربة قوات طالبان واحلال الأمن في إقليم هلمند. حوالي 9000 جندي بريطاني (بما في ذلك الطيارين ومشاة البحرية والبحارة) حاليا في أفغانستان، مما يجعلها ثاني أكبر قوة بعد الولايات المتحدة. وقد تم نشر حوالي 500 جندي بريطاني إضافي في عام 2009، ليصل إجمالي نشر الجيش البريطاني إلى 9500 (باستثناء القوات الخاصة) [59] بين عامي 2001 ويونيو 2011 ما مجموعه 362 من أفراد الجيش البريطاني قتلوا في عمليات خاصة في أفغانستان. [60 ]

### حرب العراق

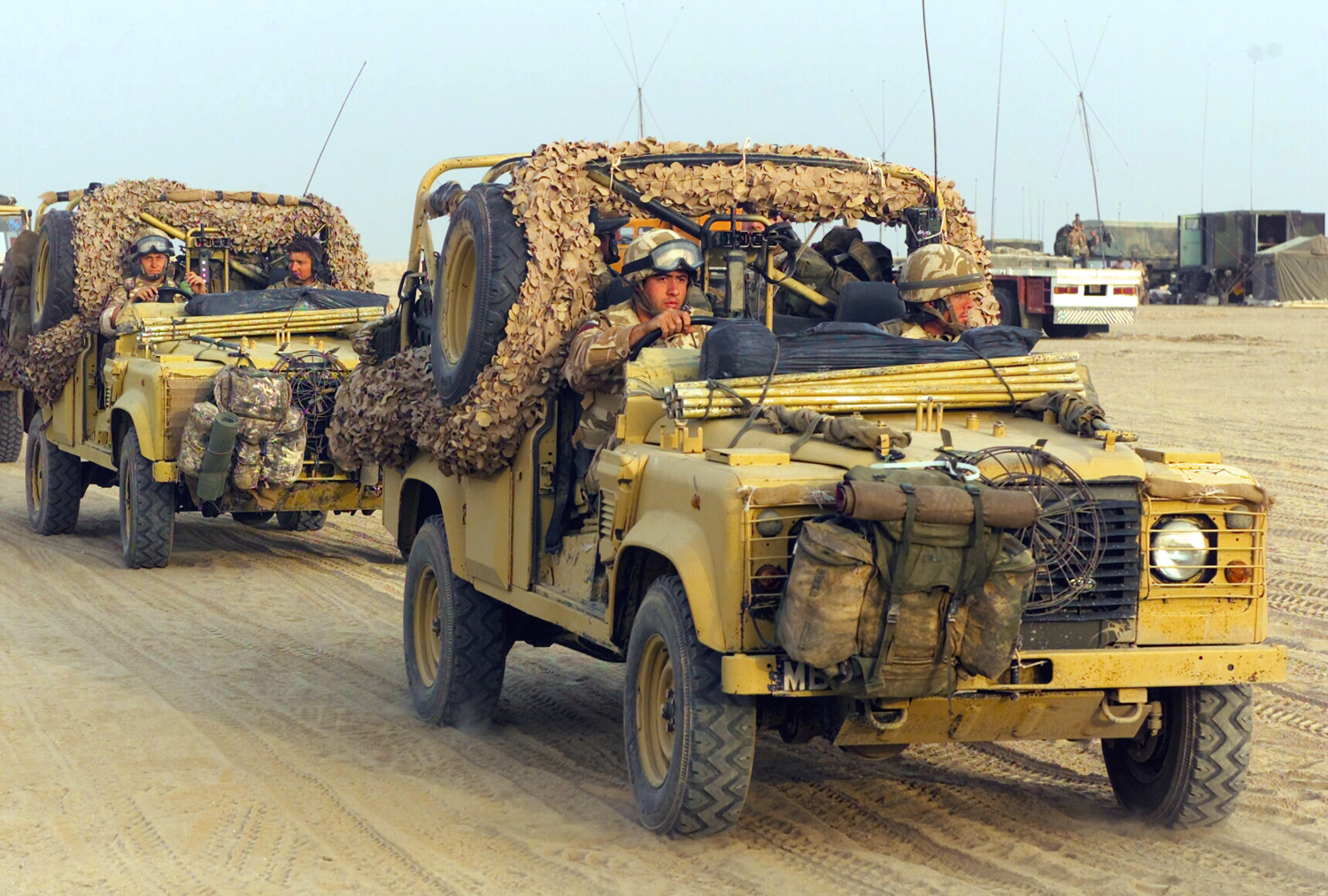
الجنود البريطانيين في العراق

في عام 2003، كانت المملكة المتحدة المساهم الرئيسي في الغزو الذي قادته الولايات المتحدة للعراق. كان هناك خلاف كبير بين السكان المحليين ولكن مجلس العموم البريطاني صوتوا للصراع، وإرسال قوة من شأنها أن تصل إلى 46000 من افراد الجيش إلى المنطقة. [61] يسيطر على الجيش البريطاني في المناطق الجنوبية من العراق والإبقاء على وجوده لحفظ السلام في مدينة البصرة حتى انسحابها في 30 نيسان، 2009. وقتل 179 من أفراد الجيش البريطاني في عمليات في العراق. [62] وقد تم سحب جميع القوات البريطانية بشكل كامل من العراق بعد رفض الحكومة العراقية لتمديد ولايتهم. [63]

### أيرلندا الشمالية
على الرغم من وجود حاميات دائمة هناك، ونشرت في البداية في الجيش البريطاني في دور حفظ السلام -- التي يطلق عليها اسم «عملية بانر»—في أيرلندا الشمالية في أعقاب الهجمات على المجتمعات القومي الوحدوي في ديري [64] وبلفاست [65]، ومنع مزيد من الموالين الهجمات على الطوائف الكاثوليكية، تحت راية العملية بين عامي 1969 و2007 دعما للشرطة ألستر الملكية (RUC) وخليفتها، ودائرة الشرطة في أيرلندا الشمالية (PSNI) [66] لقد كان هناك انخفاض مطرد في عدد القوات نشر في أيرلندا الشمالية منذ توقيع اتفاق الجمعة العظيمة عام 1998. [67] وفي عام 2005، بعد الجيش الجمهوري الأيرلندي المؤقت أعلن وضع حد للنزاع المسلح في أيرلندا الشمالية، ومواقع الجيش البريطاني تفكيكها وانسحبت القوات كثيرة، واستعادة القوات المستويات من أجل أن حامية في وقت السلم. [68]
شعار العملية انتهت عند منتصف الليل في 31 تموز 2007، إلى انهاء نحو 38 عاما من نشر المستمر، مما يجعله الأطول في تاريخ الجيش البريطاني. [69] وثيقة داخلية للجيش البريطاني صدر في عام 2007 أعلن أن الجيش البريطاني قد فشلت في هزيمة الجيش الجمهوري الأيرلندي ولكن جعلت من المستحيل بالنسبة لهم للفوز عن طريق استخدام العنف. استبدال هلفتيك عملية بانر عملية في عام 2007 أقل من الجنود في الحفاظ على بيئة أكثر اعتدالا. [69] [70] من 1971-1997 قتل ما مجموعه 763 من الأفراد العسكريين البريطانيين خلال الاضطرابات. [71] القوات المسلحة البريطانية الذين قتلوا أكثر من 300 الناس [72] وقتل ما مجموعه 303 من ضباط شرطة ألستر الملكية في نفس الفترة الزمنية. في مارس 2009، قتل جنديان وضابط شرطة في هجمات منفصلة الجمهوريين المنشقين في أيرلندا الشمالية. [73]

## الانتشار الحالي

### عمليات كثافة عالية
| البلد     | التاريخ | Deployment          | تفاصيل |
| --------- | ------- | ------------------- | --- |
| أفغانستان | 2001–   | About 10,000 troops | British troops have been based in Afghanistan since the الحرب في أفغانستان there in 2001. Currently, under عملية هيريك، the Army maintains troops in Camp Souter, كابل and a brigade on 6-monthly rotation in the southern province of Helmand, mostly based in Camp Bastion and forward operating bases. In late 2009, the resident brigade is 11 Brigade. This brigade has previously served tours in Afghanistan. In 2009, the then وزير الدولة لشؤون الدفاع ‏ Bob Ainsworth announced British troop numbers in Afghanistan to increase by 500 to a new high of more than 9,500 by late 2009. |

### عمليات كثافة منخفضة
| البلد            | التاريخ   | Deployment | تفاصيل |
| ---------------- | --------- | --- | --- |
| قبرص             | 1960–     | Two resident infantry battalions, مهندسون ملكيون [الإنجليزية], 16 Flight Army Air Corps and Joint Service Signals Unit at Ayios Nikolaos ‏ as a part of British Forces Cyprus | The UK retains two أكروتيري ودكليا in Cyprus after the island's independence. The bases serve as forward bases for deployments in the Middle East. British forces are also deployed separately with الأمم المتحدة peacekeeping forces on the island. Principal facilities are Alexander Barracks at Dhekelia and Salamanca Barracks at Episkopi.    |
| جزر فوكلاند      | 1982–     | An infantry company group and an Engineer Squadron | Previously a platoon-sized المارينز الملكية ‏ Naval Party acted as the military presence. After the 1982 war between Argentina and the UK, the garrison was enlarged and bolstered with an RAF base at Mount Pleasant on East Falkland. |
| جبل طارق         | 1704–1991 | One infantry battalion, Joint Provost and Security Unit as a part of British Forces Gibraltar                                                                                | British Army garrison is provided by an indigenous regiment, the Royal Gibraltar Regiment, which has been on the Army regular establishment since the last British battalion left in 1991. |
| أيرلندا الشمالية | 1920–     | About 3,200 troops | Since 2007 part of Operation Helvetic which replace عملية الراية ‏. |
| سيراليون         | 1999      | Only a few | The British Army were deployed to Sierra Leone, a former British colony on التدخل العسكري البريطاني في الحرب الأهلية في سيراليون in 1999 to aid the government in quelling violent uprisings by militiamen, under الأمم المتحدة resolutions. Troops remain in the region to provide military support and training to the Sierra Leonean government. |
| باكستان          | 2009–2012 | 24 instructors | 24 instructors from the British Army along with 6 American Army personnel will be training Pakistan’s paramilitary Frontier Corps over a period of 3 years |
| ليبيا            | 2011-     | 12 advisors and 4 أغوستاوستلاند أباتشي | 12 officers from the British army and 12 from the French army deployed in a non combat advisory role to the المجلس الوطني الانتقالي، 4 أغوستاوستلاند أباتشي have been deployed from the army air corps to create a buffer zone around مصراتة and may additionally carry snipers and military commanders.                                            |

### التعيينات الدائمة في الخارج
| Country     | Dates     | Deployment | Details |
| ----------- | --------- | --- | --- |
| بليز        | 1940s–    | British Army Training and Support Unit Belize and 25 Flight Army Air Corps                                             | British troops have been based in بليز from the late 1940s until 1994. Belize's neighbour, غواتيمالا claimed the territory and there were numerous border disputes. At the request of the Belizean government, British troops remained in Belize after independence in 1981 to provide a defence force.                                                                           |
| جزر فوكلاند | 1982–     | An infantry company group and an Engineer Squadron                                                                     | Previously a platoon-sized المارينز الملكية ‏ Naval Party acted as the military presence. After the 1982 war between Argentina and the UK, the garrison was enlarged and bolstered with an RAF base at Mount Pleasant on East Falkland. |
| بروناي      | 1962–     | One battalion from the Royal Gurkha Rifles، British Garrison ‏، Training Team Brunei (TTB) ‏ and 7 Flight Army Air Corps | A Gurkha battalion has been maintained in Brunei since the ثورة بروناي in 1962 at the request of قائمة سلاطين بروناي عمر علي سيف الدين الثالث. The Training Team Brunei (TTB) is the Army's jungle warfare school, while the small number of garrison troops support the battalion. 7 Flight Army Air Corps provides helicopter support to both the Gurkha battalion and the TTB. |
| كندا        | 1972–     | British Army Training Unit Suffield and 29 (BATUS) Flight Army Air Corps                                               | A training centre in the ألبرتا prairie which is provided for the use of British Army and القوات المسلحة الكندية under agreement with the حكومة كندا. British forces conduct regular, major armoured training exercises here every year, with helicopter support provided by 29 (BATUS) Flight AAC.                                                                               |
| ألمانيا     | 1945–2020 | 1st (UK) Armoured Division as part of القوات البريطانية في ألمانيا                                                     | British forces remained in Germany after the end of the الحرب العالمية الثانية. Forces declined considerably after the end of the الحرب الباردة، and in October 2010 Prime Minister ديفيد كاميرون announced large cuts in defence with all UK troops currently in Germany to leave by 2020.                                                                                       |
| كينيا       | 2010–     | British Army Training Unit Kenya                                                                                       | The Army has a training centre in Kenya, under agreement with the Kenyan government. It provides training facilities for three infantry battalions per year |

## تشكيل وهيكل
هيكل معقد الجيش البريطاني، ويرجع ذلك إلى أصول مختلفة من مختلف الأجزاء المكونة لها. وينقسم نطاق واسع أنه في الجيش النظامي (بدوام كامل الضباط / جنود وحدة) والجيش الإقليمي (قطع الوقت الضباط / جنود وحدة).
من حيث بنيته العسكرية، فقد اثنين من المنظمات الموازية، واحد إداري واحد والتنفيذية.
إداري
- وأفواج مشاة. وترد هذه أدناه (في القالب إلى اليمين)، بدءا من سلاح الفرسان في الجيش للتدريب البدني وفيلق مشاة الملكي اللوجستية. فريد ومربك بعض الشيء، إدارة المشاة، وهي ليست من السلك ولكن مجموعة من أفواج منفصلة، ل 'شعب' من المشاة—الحرس الشعبة، شعبة الملكة شعبة الإسكتلندي وهلم جرا [92]

التشغيلية
- الأمر الرئيسي هو المقر التشغيلي القوات البرية (بعد دمج قيادة القوات البرية ومقر القائد العام) [93] هو تقسيمه إلى الشعب والوحدات التابعة لأفواج تتراوح بين أسراب.
- الانقسامات التنفيذية على حد سواء (1 الدرجة. مقرها في ألمانيا وهيرفورد في الدرجة 3. مقرها في بولفورد) [94] والانقسامات الإقليمية (المناطق العسكرية على نحو فعال) ادارتها جميع الوحدات العسكرية، سواء العادية وTA، ضمن المنطقة الجغرافية (2 الدرجة. تستند في ادنبره، 4 الدرجة. الدرشوت ومقرها في الدرجة 5. مقرها في شروزبري) [95]

### الهيكل التنظيمي للوحدات
وتنظم الوحدات القياسية التنفيذية على النحو التالي، على الرغم من مختلف الوحدات وبنيتها الخاصة، والاتفاقيات، وأسماء وأحجام:- [96]
| نوع الوحدة   | Division     | لواء (وحدة عسكرية) | كتيبة (وحدة عسكرية) / فوج (وحدة عسكرية) | Company / Squadron | فصيلة (وحدة عسكرية) / كوكبة (وحدة عسكرية) | Section      | Fire Team ‏    |
| ------------ | ------------ | ------------------ | --------------------------------------- | ------------------ | ----------------------------------------- | ------------ | ------------- |
| Contains     | 2–3 Brigades | 3–5 Battalions     | 5 Companies                             | 3 Platoons         | 3 Sections                                | 2 Fire Teams | 4 Individuals |
| Personnel    | 10,000       | 5,000              | 550–750                                 | 100                | 30                                        | 8–10         | 4             |
| Commanded by | Maj-Gen      | قائد لواء ‏         | مقدم ‏                                   | Maj                | نقيب ‏, ملازم or ملازم ثاني                | عريف         | LCpl          |

مصنوعة من السلك حتى اثنين أو أكثر من الشعب، ولكن الآن نادرا ما يتم نشرها تشكيل وطنية بحتة نظرا لحجم الجيش البريطاني. [96]
بدلا من الكتيبة، قد يتم تشكيل مجموعات القتالية مهمة محددة. ونمت مجموعات القتال في جميع أنحاء الأساسية للفوج an إما مدرعة أو كتيبة مشاة، ووحدات أخرى من إضافة أو إزالة حسب الضرورة لهذا الغرض. أنه يؤدي إلى تشكيل مختلط من المدرعات والمشاة والمدفعية والمهندسين ووحدات الدعم، التي تتألف عادة من ما بين 600 و700 جنديا تحت قيادة اللفتنانت كولونيل ل[96]
وهناك عدد من عناصر الجيش البريطاني استخدام مصطلحات بديلة عن الشركة، والكتيبة والفصيلة. وتشمل هذه المدرعة الملكية فيلق سلاح المهندسين الملكي، رويال فيلق اللوجستية، وفيلق الملكي للإشارات الذين يستخدمون فوج (كتيبة)، سرب (الشركة) والبلدان المساهمة بقوات (الفصيلة). سلاح المدفعية الملكي هي فريدة من نوعها في استخدام مصطلح الفوج في مكان كل من الفيلق وكتيبة، فإنها أيضا استبدال الشركة مع البطارية وفصيلة مع البلدان المساهمة بقوات. [96]

### الشعب
الجيش البريطاني في الوقت الحالي مع اثنين من الانقسامات 6 (1 الفرقة المدرعة والمشاة 3) يجري في الاستعداد العملي المستمر للنشر.
| اسم                    | Headquarters                | Subunits                                                                                               |
| ---------------------- | --------------------------- | --- |
| 1st Armoured Division ‏ | هرفورد (ألمانيا)            | 3 Armoured or Mechanised Brigades.                                                                     |
| 2nd Infantry Division ‏ | Craigiehall, near Edinburgh | Four regional brigades.                                                                                |
| 3rd Infantry Division ‏ | Bulford، سالزبوري (إنجلترا) | Two mechanized brigades, one light brigade and one infantry brigade.                                   |
| 4th Infantry Division ‏ | ألدرشوت                     | Three regional brigades.                                                                               |
| 5th Infantry Division ‏ | شروزبري (المملكة المتحدة)   | Three regional brigades, one air assault brigade and Colchester Garrison.                              |
| 6th Infantry Division ‏ | يورك                        | Deployable divisional HQ. Created to support the UK's rotational command of HQ Regional Command South. |

### مكونات الطيران
الجيش البريطاني تعمل جنبا إلى جنب مع سلاح الجو الملكي كجزء من القوة المشتركة، ولكن الجيش كما الخاصة بها جيش فيلق الجوية. هي قيادة طائرات الهليكوبتر العسكرية لجميع الخدمات الثلاث التي كتبها قيادة طائرات الهليكوبتر المشتركة، وهي مشروع مشترك مقر 2 النجوم العاملة بموجب مقر القوات البرية.

### القوات الخاصة
الجيش البريطاني يساهم اثنين من التشكيلات الثلاثة من القوات الخاصة داخل قيادة المملكة المتحدة القوات الخاصة؛ الخدمة الجوية الخاصة وفوج فوج الاستطلاع الخاص [99] والأكثر شهرة هو تشكيل الخدمة الجوية الخاصة فوج. ساس يضم كتيبة واحدة عادية وفوجين جيش الإقليم. [100]
فوج العادية، 22 ساس، ومقرها ومستودع يقع في هيرفورد، ويتألف من خمسة أسراب: A، B، D، G والاحتياط مع جناح التدريب [101] وهما الاحتياطي أفواج ساس؛ 21 ساس وساس و23 دورا أكثر محدودية، لتوفير العمق لمجموعة UKSF من خلال توفير التعزيز الفردية والجماعية لعنصر العادية UKSF والعناصر المستقلة يصل إلى مجموعة مهمة (الفوج) المستوى ركز على الدعم والتأثير (S & I) عمليات لمساعدة الاستقرار الصراع [102]
فوج الاستطلاع الخاص (SRR) التي تم تشكيلها في عام 2005، من الأصول الموجودة، ويضطلع بمهام المراقبة والاستطلاع وثيقة خاصة. [99] شكلت حوالي 1 الكتيبة فوج المظليين، ومشاة البحرية الملكية المرفقة والأصول فوج سلاح الجو الملكي البريطاني، ودعم مجموعة من القوات الخاصة هي تحت السيطرة العملياتية للقوات الخاصة لتقديم المدير التنفيذي لدعم مناورة عناصر قوات المملكة المتحدة الخاصة. [103]

### الأقاليم وحدات عسكرية
وأثيرت العديد من الوحدات العسكرية تاريخيا في الأراضي البريطانية، بما في ذلك الحكم الذاتي والمستعمرات ولي العهد، والمحميات. وقد ظهرت بعض من هذه على قائمة الجيش، وعلاقتها الجيش البريطاني قد غامضة. في حين أثار السيادات، مثل كندا وأستراليا، وجيوشهم، والدفاع عن ممتلكات التاج (مثل جزر القنال)، والمستعمرات (التي تسمى الآن وراء البحار الأقاليم) وكان، ولا يزال، على عاتق المملكة المتحدة (نظرا إلى وضعهم باعتبارهم توضيح من بريطانيا، وليس المحميات البريطانية).

#### الأقاليم الحالية وراء البحار أفواج
- برمودا فوج
- جبل طارق فوج
- جزر فوكلاند قوة الدفاع

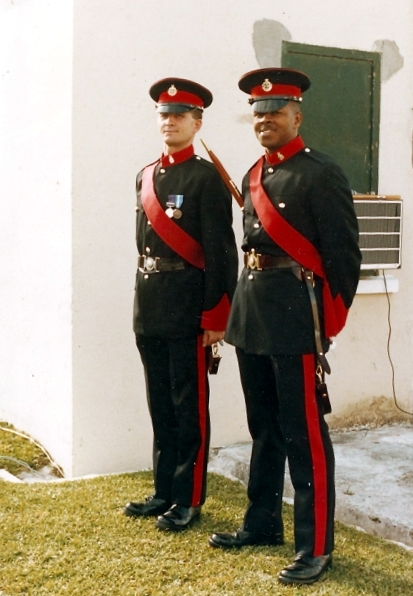
أمر اثنين من ضباط فوج برمودا.
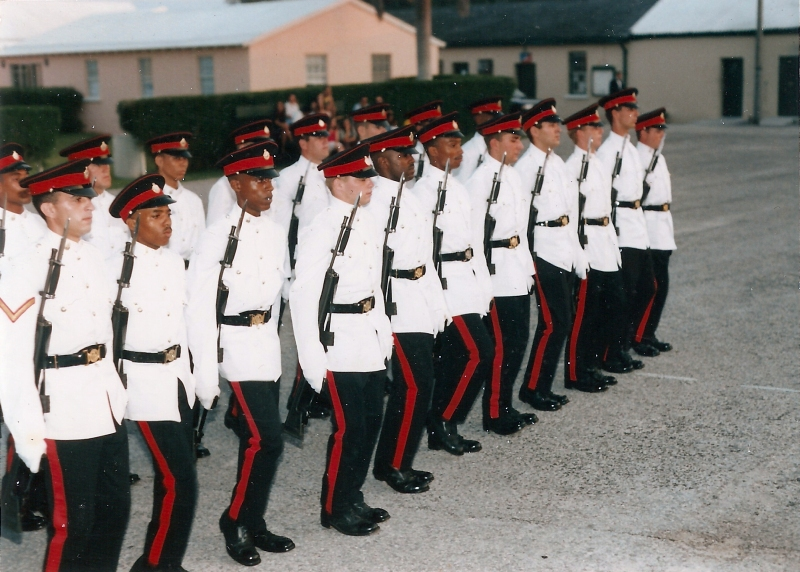
برمودا فوج PNCO موكب تعزيز كادر في رقم 3 (الصيفية) اللباس.
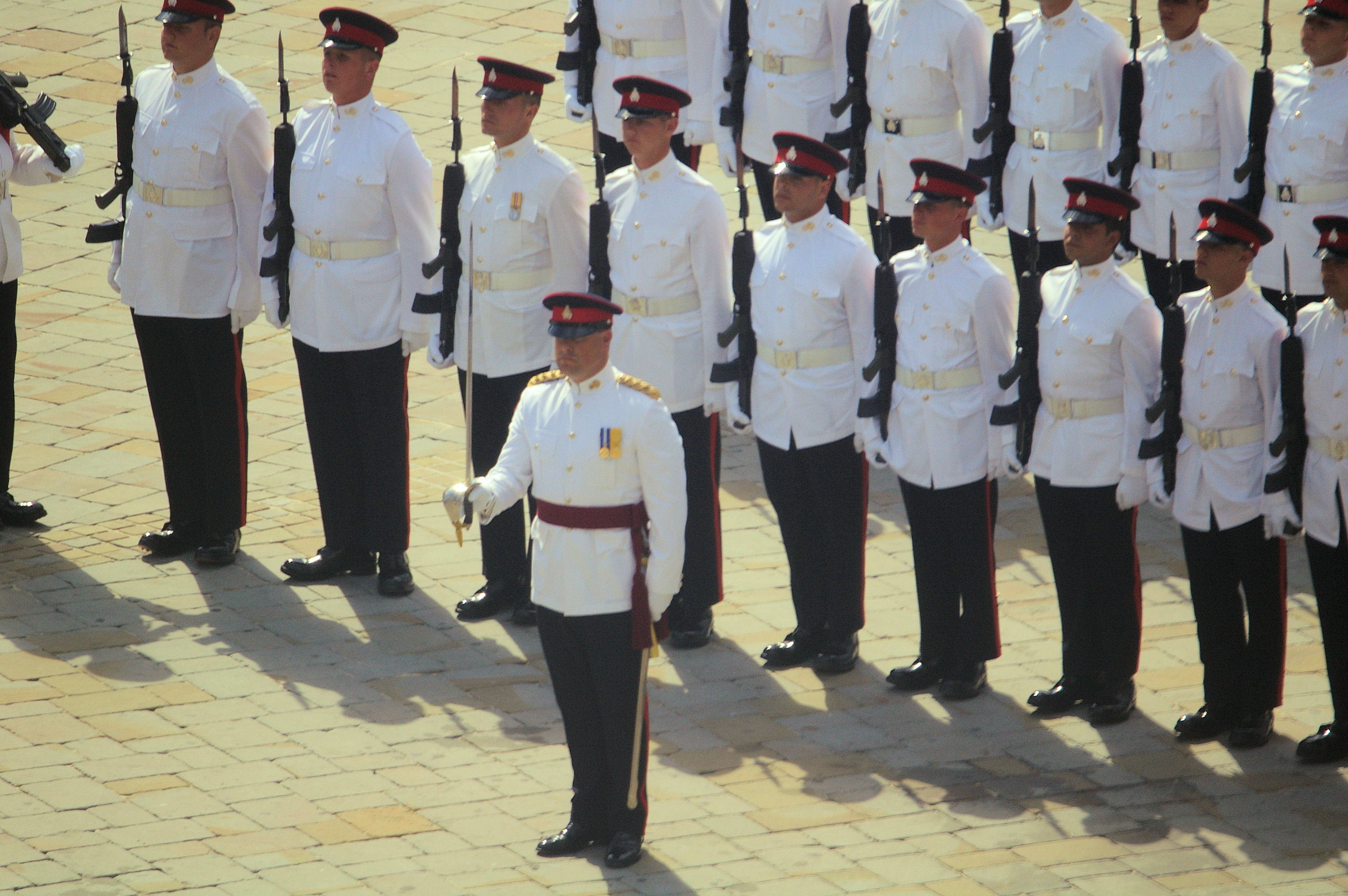
فوج الملكي جبل طارق على موكب بمناسبة عيد ميلاد موكب الملكة في يونيو 2007.

### البحرية الملكية وسلاح الجو الملكي البريطاني وحدة الأرض
وغيرها من الخدمات المسلحة وحداتهم المشاة الخاصة التي ليست جزءا من الجيش البريطاني. مشاة البحرية الملكية وسلاح المشاة الخفيفة البرمائية التي تشكل جزءا من الخدمات البحرية، وسلاح الجو الملكي وفوج سلاح الجو الملكي البريطاني يستخدم للدفاع عن المطار، ورسوم حماية القوة والسيطرة الجوية إلى الأمام. [104]

## معدات
المشاة

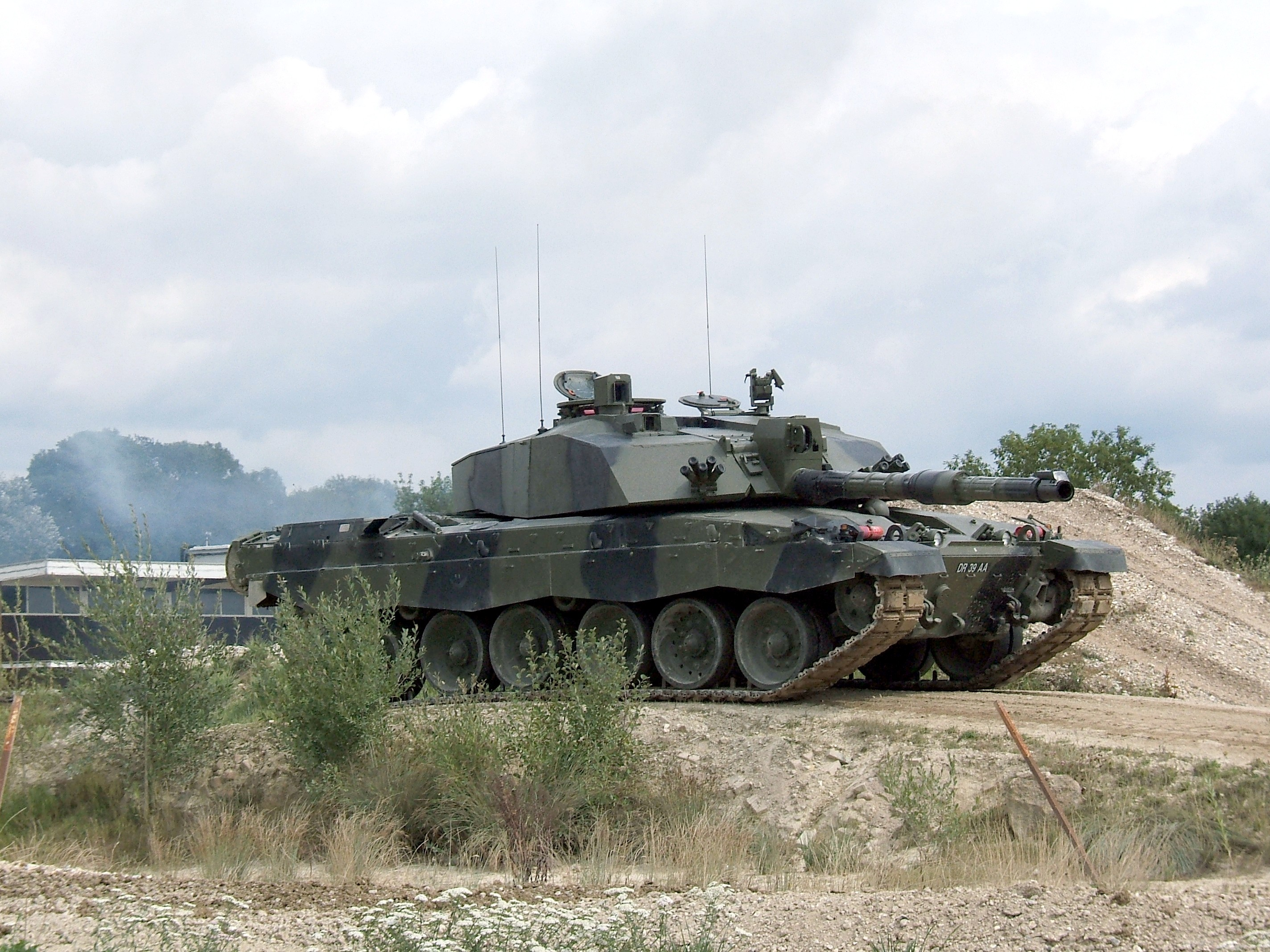
المتحدي الثاني دبابة قتال رئيسية.

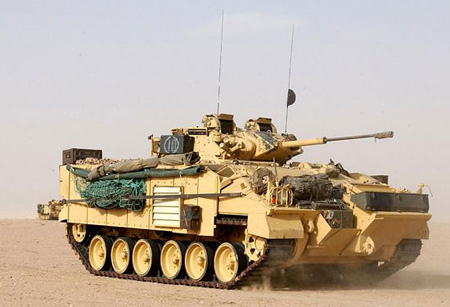
المحارب IFV.

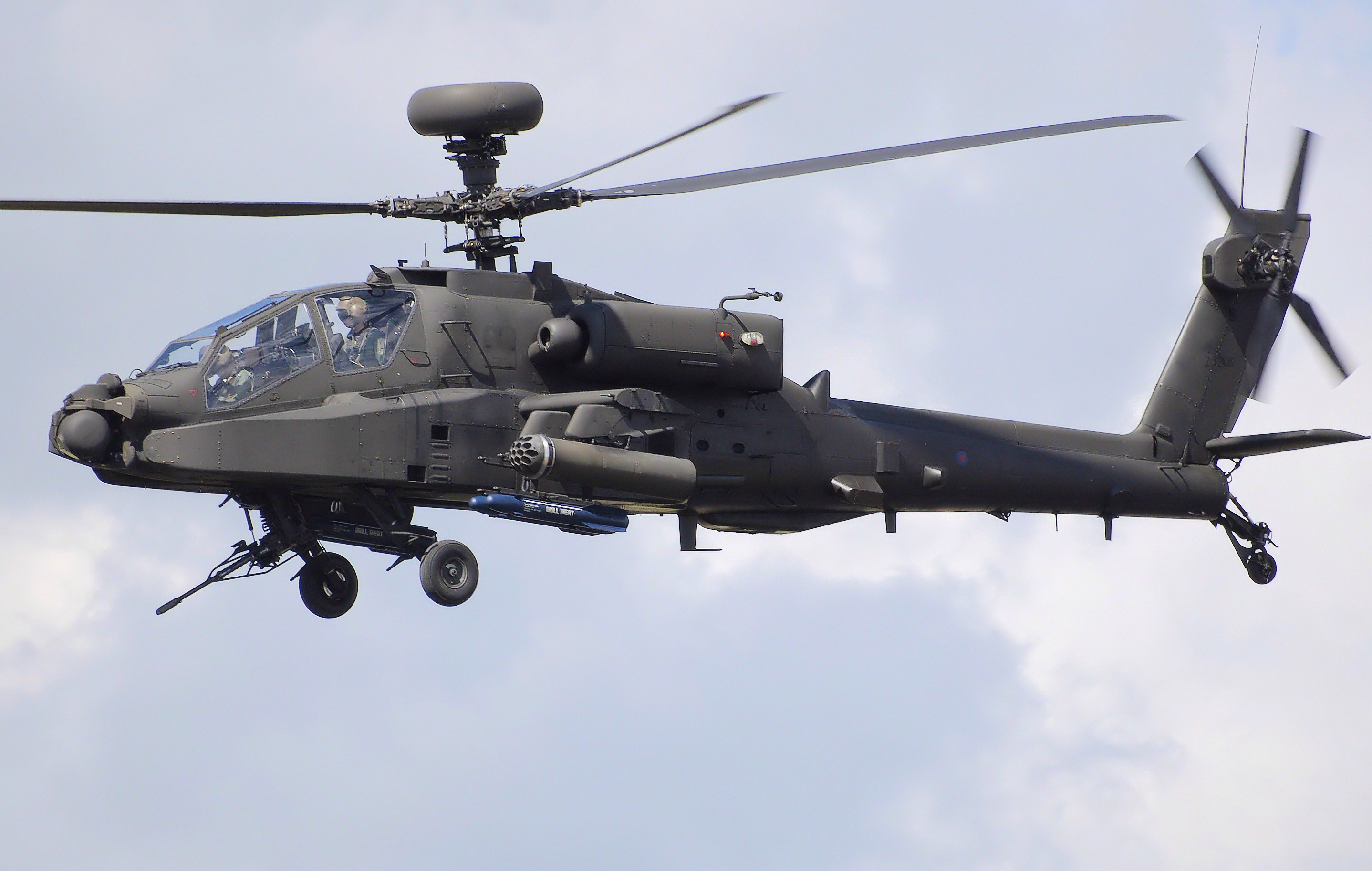
أغستاوستلاند اباتشي هجوم بطائرة هليكوبتر

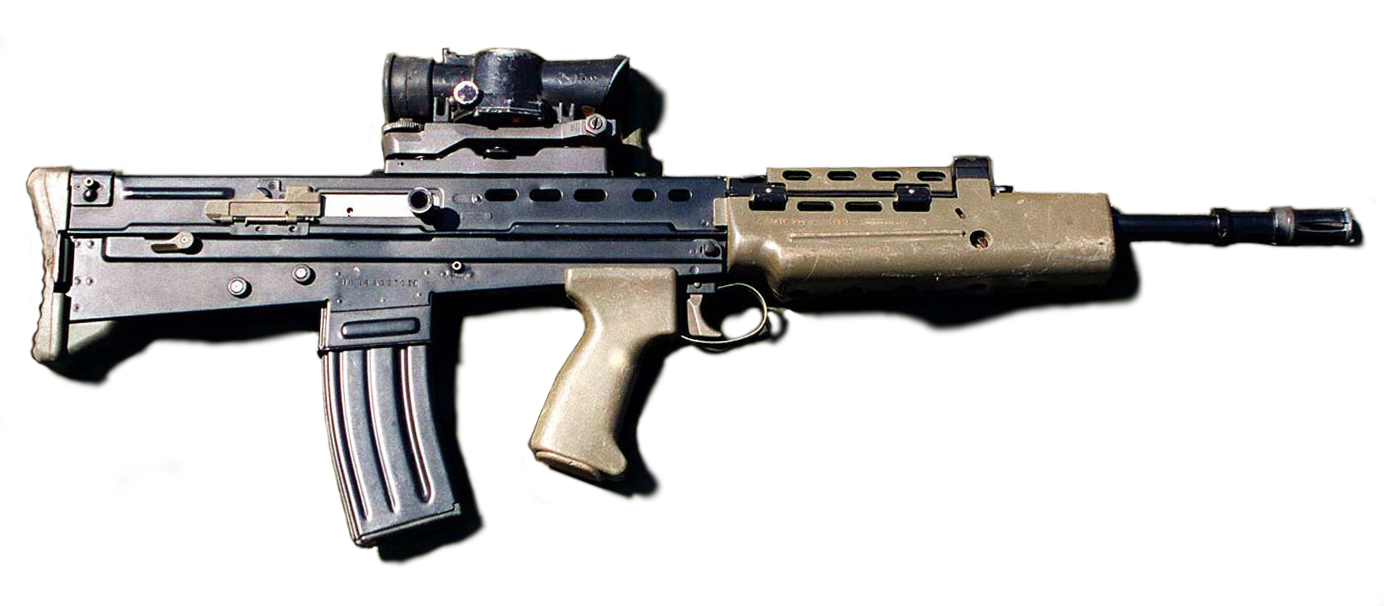
L85A1 بندقية (الآن استعيض عنها L85A2).

وسلاح المشاة الأساسية في الجيش البريطاني هو بندقية L85A2، ومجهزة في بعض الأحيان مع قاذفة قنابل underbarrel L17A2 مع المتغيرات وعدة مثل L86A2، ودعم سلاح خفيف (LSW) والبديل كاربين L22A2، أصدرت لطواقم الدبابات. يتم توفير الدعم عن طريق إطلاق النار على مدفع رشاش خفيف Minimi FN وL7 آلة بندقية الغرض العام (GPMG)؛ النيران غير المباشرة بنسبة 51 وقذائف الهاون من عيار 81 ملم. تستخدم بنادق قنص وتشمل 7.62 ملم L118A1، L115A3 وAW50F، وكلها التي تنتجها الدولية الدقة. بعض وحدات استخدام عيار 0.50 L82A1 باريت بندقية قناصة. في الآونة الأخيرة تم اعتماد «بندقية قتالية» L128A1 (بينيلى M4)، ويقصد لمكافحة ارباع قريبة في أفغانستان. [105] [106]
درع الجيش البريطاني دبابات المعركة الرئيسية هي تشالنجر 2 [107] عربات مدرعة أخرى تشمل «ابن آوى» Supacat MWMIK وايفيكو «النمر» CLV. [108] القتال المشاة المحارب المركبة هي الأولى ناقلة جند مدرعة، على الرغم من أن العديد من التنويعات المختلفة لمكافحة مركبة الاستطلاع (مجنزرة) تستخدم، فضلا عن سلسلة APC ساكسون ويجري الآن إعادة FV430 محركات وuparmoured وعاد إلى الخدمة في خط الجبهة بلدغ [109] الجيش البريطاني يستخدم عادة لاند روفر ولاند روفر وولف مدافع [110]
مدفعية الجيش يستخدم المدفعية ثلاثة أنظمة رئيسية : نظام إطلاق الصواريخ المتعددة (MLRS)، AS - 90 وL118. وكان أول من استخدم MLRS عمليا في عملية غرانبي ويبلغ مداه 70 كيلومترا (43 ميلا). [111] وAS - 90 هو 155 مم مدفع ذاتي الدفع. [112] وبندقية خفيفة L118 هو بندقية قطرها 105 ملم تستخدم في المقام الأول لدعم 16 الهواء واء الهجوم، و19 لواء و3 المغاوير لواء (مشاة البحرية الملكية). [113] والقذائف FSC نظام السيف هو جيش الابتدائي نظام ساحة المعركة للدفاع الجوي، المنتشرة على نطاق واسع منذ حرب جزر فوكلاند [114] وستارستريك HVM (عالية السرعة القذائف) هو سلاح السطح إلى الهواء، وإما عن طريق شن جندي واحد أو من منصة محمولة على مركبة [115]
الجيش الطيران وسلاح الجو و (AAC) تقديم الدعم المباشر لطيران الجيش، على الرغم من أن سلاح الجو الملكي البريطاني يساعد أيضا في هذا الدور. ومروحية هجومية الأساسي هو WAH - 64 أباتشي يستلاند، رخصة الصنع، ونسخة معدلة من طراز أباتشي AH - 64 الذي سيحل محل لينكس يستلاند AH7 في دور المضادة للدبابات. [116] ويستخدم طراز Bell 212 كأخصائي المرافق العامة والنقل بطائرات الهليكوبتر، وعلى متنها طاقم من اثنين وطاقة النقل من 12 جنديا. [117] جيزال يستلاند طائرة هليكوبتر طائرة هليكوبتر خفيفة، تستخدم في المقام الأول لأغراض الاستطلاع والسيطرة على ساحة المعركة. المدفعية والطائرات [118] ويوروكوبتر AS دوفين 365N يستخدم لعمليات الطيران الخاص [119] وبريتن نورمان، من جزيرة وطائرة خفيفة تستخدم للاستطلاع الجوي والقيادة. [120]

## التوظيف
الجيش المجندين بشكل رئيسي في المملكة المتحدة، ولديها عادة هدفا للتجنيد نحو 12000 جندي في السنة [121].
وقد أدى انخفاض البطالة في بريطانيا في الجيش صعوبة في تحقيق هدفها. في السنوات الأولى من القرن 21 كانت هناك زيادة ملحوظة في عدد المجندين من الدول (ومعظمهم الكومنولث) الأخرى. ولدت في 2006 التوظيف في الخارج، ومعظمهم في بلدان الكومنولث، وأكثر من 6000 جندي من 54 دولة؛ فقدت العقد مع 3000، و10 ٪ من الجيش البريطاني هو أجنبي [122]
وزارة الدفاع الآن القبعات عدد المجندين من بلدان الكومنولث، على الرغم من أن هذا لن يؤثر على فقدت العقد. إذا استمر هذا الاتجاه سيكون 10 ٪ من أن يكون للجيش من قبل دول الكومنولث عام 2012. الغطاء في مكانه كما يتم تخفيفه يخشى بعض الحرف للجيش البريطاني، وتوظيف عدد كبير جدا من الممكن ان تجعل الجيش ينظر إليها على أنها توظف مرتزقة. [123]
والحد الأدنى لسن التجنيد هو 16 سنة (بعد انتهاء شهادة الثانوية العامة)، على الرغم من أن الجنود قد لا تخدم في عمليات تقل أعمارهم عن 18 عاما، تم رفع الحد الأقصى لسن التجنيد في يناير 2007 26-33 سنة. على المدى الطبيعي للمشاركة هو 22 عاما، والوجود مرة واحدة، لا يسمح عادة للجنود ترك حتى أنها خدمت ما لا يقل عن 4 سنوات. [124]
كان هناك تقليد قوي واستمرار تجنيد من أيرلندا بما في ذلك ما هو الآن في جمهورية أيرلندا. [125] [126] [127] [128] أكثر من 200,000 جندي الأيرلندي قاتلوا في الحرب العالمية الأولى. [129] [130] أكثر من 60000 الأيرلنديون من ما كان في ذلك الحين الدولة الأيرلندية الحرة [131] (الآن جمهورية أيرلندا) و38000 من أيرلندا الشمالية خدم في الحرب العالمية الثانية، [132] عن تطوع.

### يمين الولاء

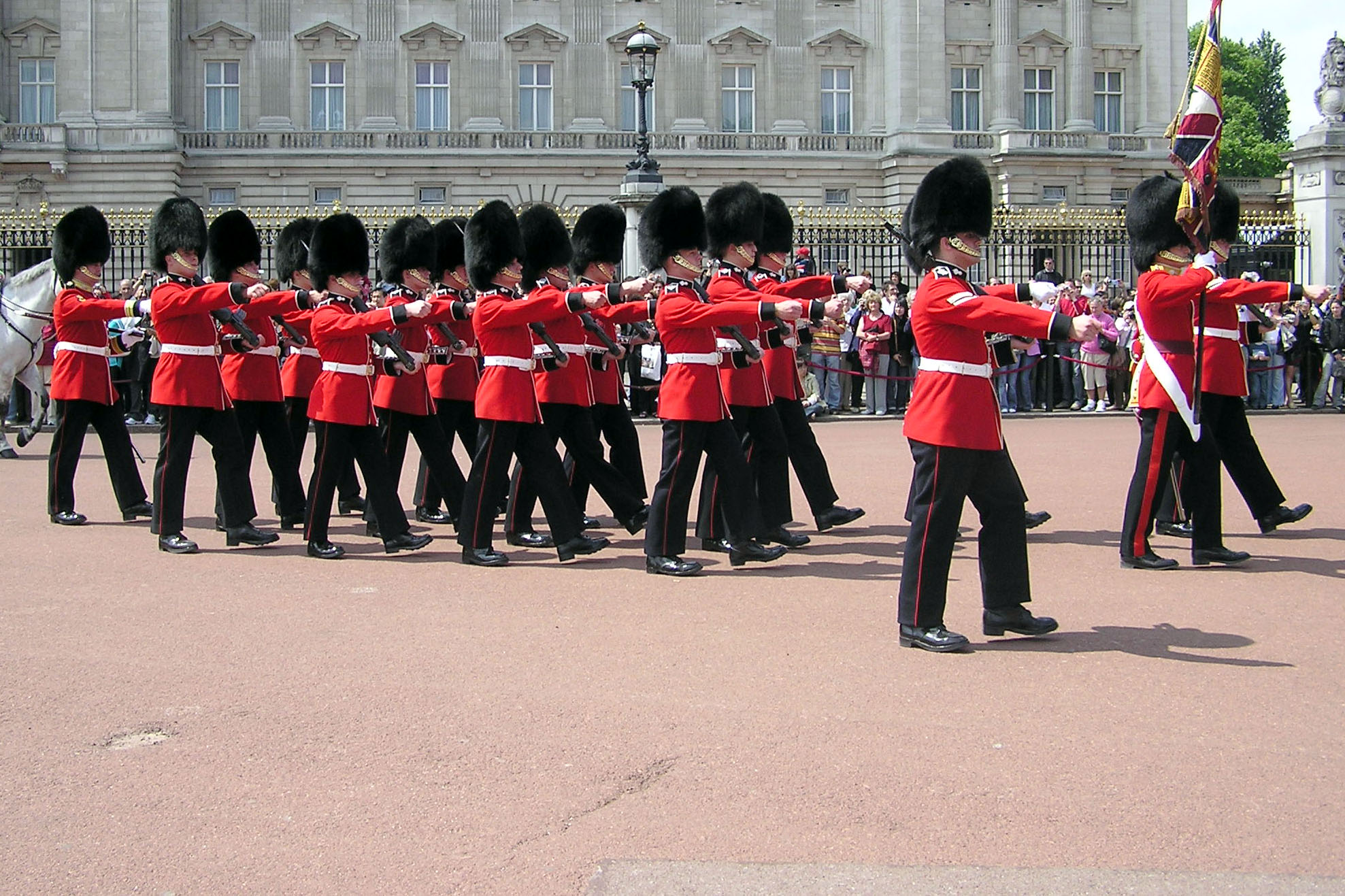
قوات الحرس رماة القنابل على الحراسة في قصر باكنغهام أفواج الجيش مختلف تزويد القوات لحراسة المساكن الملكية.

ويجب اتخاذ جميع الجنود يمين الولاء عند الانضمام للجيش، وهي عملية تعرف باسم شهادة. أولئك الذين يؤمنون بالله، وأتمنى أن أقسم له، واستخدام الكلمات التالية :-
أنا (الاسم)، أقسم بالله العظيم أن أكون مخلصا وفيا لتحمل الولاء لصاحبة الجلالة الملكة اليزابيث الثانية، ورثة وخلفاء لها، وأنني سوف كما هو الحال في واجبه بأمانة وإخلاص دفاع عن صاحبة الجلالة، ورثة وخلفاء لها في وسوف شخص، تاج والكرامة ضد جميع الأعداء ومراقبة وتطيع جميع أوامر جلالة الملكة، ورثتها من خلفاء والجنرالات والضباط أكثر من مجموعة بي. [133]
الآخرين الاستعاضة عن عبارة «أقسم بالله العظيم» مع «رسميا، حقا بصدق وتعلن وتؤكد» [134]

### مؤسسات التدريب
- أكاديمية ساندهيرست العسكرية الملكية (RMAS) هو مؤسسة للتدريب الضباط. جميع الضباط والنظامية والاحتياطية، وحضور RMAS في بعض نقطة في تدريبهم.
- مدرسة المدفعية الملكي (RSA) يدرب المدفعية الملكي.
- كلية الهندسة الملكي العسكرية (RSME) تدرب سلاح الملكي المهندسين فضلا عن أفراد من مختلف القوات المسلحة والإدارات الحكومية الأخرى في مجموعة متنوعة من الهندسة العامة والمهارات المتخصصة.
- جيش تدريب فوج ق :-
  - ATR Bassingbourn
  - ATR ينشستر
  - ATC بيربرايت
- مركز تدريب المشاة ق :-
  - المركز Catterick
  - مدرسة المشاة معركة، بريكون
  - دعم مدرسة الأسلحة، ارمنستر
- مؤسسة الجيش كلية (هاروغيت)
- مركز التدريب الإقليمي ق
- يلبيك الدفاع السادسة كلية الاستمارة

## أعلام وضباط خفر السواحل

نسبة العلم : 03:05. العلم الرسمي للجيش.

العلم غير الرسمي للجيش البريطاني. في بعض الأحيان كلمة الجيش بأحرف ذهبية يظهر تحت شارة.

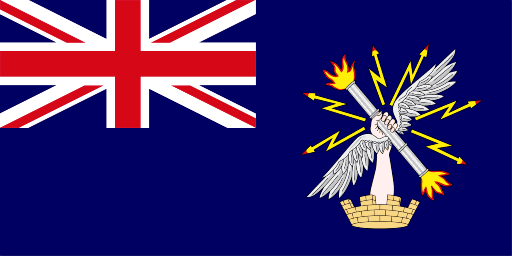
شارة للفيلق المهندسين الملكي

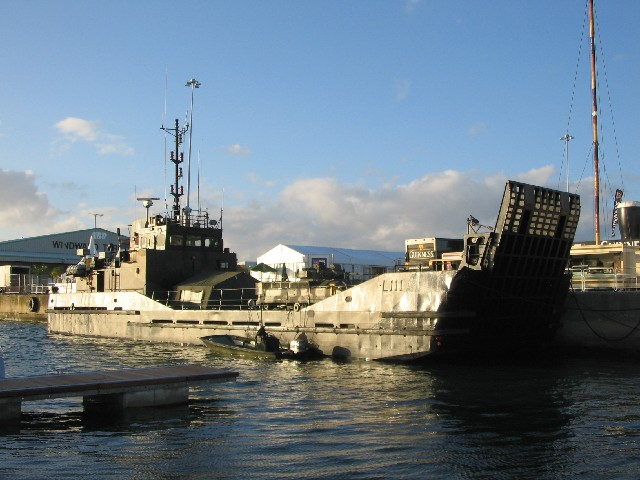
مركبة الهبوط جيش فيلق اللوجستي الملكي

الجيش البريطاني لا يملك شارة الخاصة بها للجيش بأكمله، خلافا لسلاح البحرية الملكي، والذي يستخدم الراية البيضاء، وسلاح الجو الملكي البريطاني، والذي يستخدم سلاح الجو الملكي الراية. بدلا من ذلك، فإن الجيش والأعلام المختلفة وضباط خفر السواحل، وبعض للجيش بأكمله، والعديد من الأفواج المختلفة والسلك. العلم الرسمي للجيش ككل علم الاتحاد جوية في نسبة 03:05. علم احتفالية غير موجود أيضا، والذي يستخدم في المناسبات تجنيد والأحداث العسكرية والمعارض. ذلك الذباب أيضا من مبنى وزارة الدفاع في وايتهول. [135]
بينما في حالة حرب، ويستخدم دائما علم الاتحاد، وهذا العلم يمثل الجيش على النصب التذكاري في وايت هول، لندن (المملكة المتحدة نصب تذكاري لقتلى الحرب) [136]
الجيش البريطاني طوال تاريخها تعمل السفن والموانئ وعدد لا يحصى من القوارب. لا يزال يتم تشغيل زوارق وسفن الإنزال والموانئ من قبل الجيش وضباط خفر السواحل وجود لسفن بقيادة الجيش. واللوجستية فيلق الملكي أسطولا كبيرا من السفن من قاعدتها في Marchwood قرب ساوثمبتون. [137]
كان لأساطيل المهندسين الملكي منذ إدخال الغوص في عام 1838 وكانت قد حصلت على شارة التالية الأساس لخدمة المهندسين الملكي التعدين الغواصة في عام 1871، حيث عملت زرع الألغام البحرية السفن، وذلك قبل نقل التجارة للبحرية الملكية. فيلق يحافظ على الراية الزرقاء التي شوهت قمة مجلس الذخائر من حيث فيلق المتقدمة، التي flys أسطولها من الشاطئ والمؤسسات التي تعمل بشكل روتيني القوارب. [138]
كل فوج الحرس القدم والخط (باستثناء البنادق وبنادق جورخا الملكي (RGR)) كما الأعلام الخاصة بها، والمعروفة باسم الألوان اللون a - الفوج عادة اللون والملكة. تصميم الألوان الفوج مختلفة. تختلف ولكن عادة ما يكون لون له شارة فوج في المركز. وحمل العصا RGR الملكة في المكان من الألوان. [139]

## الصفوف والتخصصات وشارات
كل فوج والسلك والشارات الخاصة والمميزة، مثل شارة كأب، وقبعة، والاعتراف التكتيكية فلاش حزام مستقرة.
في جميع أنحاء الجيش هناك اختصاصا رسمية كثيرة. أنها لا تؤثر على رتبة، لكنها لا تؤثر على دفع الفرق.
حارس المظليين
مسح فني موسيقي
بيطار الطبية ساينتست
سائق الصهريج الناقل مسجل ممرضة العام
رادار للاتصالات المشغل أب (الخاصة)
الارصاد الجوية الطائرات فني
التخلص من القنابل العسكريين المهندس الخدمة الجوية الخاصة الجندي
الاتصالات أب (لغوي) فني الذخيرة
الاستخبارات الخاصة بالتشغيل
مواد البناء فني
سائق متخصص
المهندس مصفحة
المدرع الملكي فيلق فرد من طاقم
الجيش غواص

## تومي أتكينز وألقاب أخرى
وثمة كنية الطويلة التي أنشئت لجندي بريطاني تومي تومي أتكينز أو لفترة قصيرة. أصول غامضة ولكن معظم ربما تستمد من عينة شكل الجيش الذي عممته كالفرت القائد العام هاري السير على جميع الوحدات في العام 1815 حيث تم ملء الفراغات في التفاصيل مع لتوماس اتكينز الخاصة لعدم وجود 6 الشركة، فوج من 23 سيرا على الأقدام. والجنود الالمان في الحرب العالمية على حد سواء تشير عادة إلى خصومهم البريطاني Tommys. وغالبا ما يشار في الوقت الحاضر لجنود بريطانيين وتومس أو مجرد توم. مجلة الجيش البريطاني والجندي شريط الرسوم المتحركة العادية، وتوم، ويضم في الحياة اليومية للجندي بريطاني. خارج من الخدمات، ومن المعروف عموما الجنود squaddies كما نشرته الصحف الشعبية البريطانية، والجمهور العام. [140]
آخر المستعار الذي لا ينطبق إلا على الجنود في أفواج الإسكتلندي هو جوك، والمستمدة من واقع أنه في اسكتلندا غالبا ما تغير اسم المسيحية المشتركة جون جوك في العامية. ويشار أحيانا إلى الجنود الويلزية وتاف الويلزي أو فقط. وهذا قد ينطبق فقط على أولئك من وادي تاف - اعل في جنوب ويلز، حيث جزء كبير من الرجال، غادر من العاطلين عن العمل تراجع صناعة الفحم في المنطقة، والوجود خلال الحرب العالمية الأولى والحرب العالمية الثانية. بدلا من ذلك، وهو مستمد من نطق الويلزية المفترض Dafydd [141] - شكل من العامية أو ديف ديفي، القديس الراعي ويلز يجري سانت ديفيد. [142] ويشار إليها باسم الجنود الأيرلندي ميك أو بادي.
أحيانا يعرف صغار الضباط في الجيش وروبرتس من صفوف أخرى. ويعتقد أن هذا اللقب إما أن تكون مستمدة من الكتاب الهزلي للأطفال حرف روبرت بير الذي يجسد القيم التقليدية في المدارس العامة أو من رجحان أن الاسم الأول ولا سيما بين الشباب من خلفية المدارس العامة. [143]

## وصلات خارجية
- الجيش البريطاني على موقع الموسوعة البريطانية (الإنجليزية)
- الجيش البريطاني على موقع ميوزك برينز (الإنجليزية)